# Changwon LG Sakers
I Changwon LG Sakers sono una società professionistica di pallacanestro sudcoreana con sede a Changwon che partecipa alla Korean Basketball League (KBL), la massima divisione del campionato sudcoreano. Fondati nel 1997 come Gyeongnam LG Sakers, al termine della loro prima stagione assunsero la denominazione attuale.